# Gabinet Gailis
El gabinet Gailis fou el govern de Letònia entre el 19 de setembre de 1994 i el 21 de desembre de 1995. Era liderat pel Primer Ministre Māris Gailis. Va començar el seu mandat el 19 de setembre de 1994, després de la dimissió de Valdis Birkavs. Fou substituït pel primer Gabinet Šķēle el 21 de desembre de 1995, després de les eleccions de setembre-octubre de 1995.

## Composició
Llista dels ministeris de Letònia encapçalats per ministres del Gabinet Gailis:
| Càrrec                                                                   | Nom                         | Partit                       | Dates                                           |
| ------------------------------------------------------------------------ | --------------------------- | ---------------------------- | ----------------------------------------------- |
| Primer Ministre                                                          | Māris Gailis                | Via Letona                   | 19 de setembre de 1994 – 21 de desembre de 1995 |
| Viceprimer Ministre                                                      | Valdis Birkavs              | Via Letona                   | 19 de setembre de 1994 – 21 de desembre de 1995 |
| Viceprimer Ministre                                                      | Andris Piebalgs             | Via Letona                   | 19 de setembre de 1994 – 25 de maig de 1995     |
| Viceprimer Ministre                                                      | Jānis Vaivads               | Via Letona                   | 19 de setembre de 1994 – 27 de maig de 1995     |
| Viceprimer Ministre                                                      | Andris Bērziņš              | Via Letona                   | 27 de maig de 1995 – 21 de desembre de 1995     |
| Viceprimer Ministre                                                      | Andris Gūtmanis             | Via Letona                   | 25 de maig de 1995 – 21 de desembre de 1995     |
| Ministre de Defensa                                                      | Jānis Arveds Trapāns        | Independent                  | 19 de setembre de 1994 – 23 de maig de 1995     |
| Ministre de Defensa                                                      | Māris Gailis (interí)       | Via Letona                   | 23 de maig de 1995 – 21 de desembre de 1995     |
| Ministre d'Afers Exteriors                                               | Valdis Birkavs              | Via Letona                   | 19 de setembre de 1994 – 21 de desembre de 1995 |
| Ministre d'Economia                                                      | Jānis Zvanītājs             | Unió Política d'Economistes  | 19 de setembre de 1994 – 21 de desembre de 1995 |
| Ministre de Finances                                                     | Andris Piebalgs             | Via Letona                   | 19 de setembre de 1994 – 25 de maig de 1995     |
| Ministre de Finances                                                     | Indra Sāmīte                | Via Letona                   | 25 de maig de 1995 – 21 de desembre de 1995     |
| Ministre de l'Interior                                                   | Ģirts Valdis Kristovskis    | Via Letona                   | 19 de setembre de 1994 – 28 d'octubre 1994      |
| Ministre de l'Interior                                                   | Māris Gailis (interí)       | Via Letona                   | 28 d'octubre 1994 – 11 de novembre de 1994      |
| Ministre de l'Interior                                                   | Jānis Ādamsons              | Via Letona                   | 11 de novembre de 1994 – 21 de desembre de 1995 |
| Ministre d'Educació i Ciència                                            | Jānis Vaivads               | Via Letona                   | 19 de setembre de 1994 – 27 de maig de 1995     |
| Ministre d'Educació i Ciència                                            | Jānis Dripe (interí)        | Via Letona                   | 27 de maig de 1995 – 8 de juny de 1995          |
| Ministre d'Educació i Ciència                                            | Jānis Gaigals               | Via Letona                   | 9 de juny de 1995 – 21 de desembre de 1995      |
| Ministre de Cultura                                                      | Jānis Dripe                 | Via Letona                   | 19 de setembre de 1994 – 21 de desembre de 1995 |
| Ministre de Benestar                                                     | Andris Bērziņš              | Via Letona                   | 19 de setembre de 1994 – 21 de desembre de 1995 |
| Ministre de Transport                                                    | Andris Gūtmanis             | Via Letona                   | 19 de setembre de 1994 – 21 de desembre de 1995 |
| Ministre de Justícia                                                     | Romāns Apsītis              | Via Letona                   | 19 de setembre de 1994 – 21 de desembre de 1995 |
| Ministre de Reforma Nacional                                             | Vita Anda Tērauda           | Via Letona                   | 19 de setembre de 1994 – 30 de juny de 1995     |
| Ministre per la Protecció del Medi Ambient i el Desenvolupament Regional | Juris Iesalnieks            | Unió Política d'Economistes  | 19 de setembre de 1994 – 21 de desembre de 1995 |
| Ministre d'Agricultura                                                   | Ārijs Ūdris                 | Via Letona                   | 19 de setembre de 1994 – 21 de desembre de 1995 |
| Ministre d'Estat d'Afers Bàltics i Nòrdics                               | Gunārs Meierovics           | Via Letona                   | 19 de setembre de 1994 – 21 de desembre de 1995 |
| Ministre d'Estat                                                         | Oļģerts Raimonds Pavlovskis | Via Letona                   | 19 de setembre de 1994 – 21 de desembre de 1995 |
| Ministre d'Estat                                                         | Jānis Ritenis               | Unió d'Agricultors Letons    | 19 de setembre de 1994 – 21 de desembre de 1995 |
| Ministre d'Estat d'Afers Exteriors                                       | Indra Sāmīte                | Via Letona                   | 19 de setembre de 1994 – 21 de desembre de 1995 |
| Ministre d'Estat de la Propietat Estatal                                 | Dainis Tunsts               | Unió Política d'Economistes  | 19 de setembre de 1994 – 21 de desembre de 1995 |
| Ministre d'Estat de Política Industrial i Privatització                  | Druvis Skulte               | Via Letona                   | 19 de setembre de 1994 – 20 de març de 1995     |
| Ministre d'Estat de Política Industrial i Privatització                  | Jānis Zvanītājs (interí)    | Unió Política d'Economistes  | 20 de març de 1995 – 4 d'abril de 1995          |
| Ministre d'Estat d'Energia                                               | Raimonds Jonīts             | Independent                  | 5 d'abril de 1995 – 21 de desembre de 1995      |
| Ministre d'Estat de Salut                                                | Juris Ozoliņš               | Via Letona                   | 19 de setembre de 1994 – 21 de desembre de 1995 |
| Ministre d'Estat de Salut                                                | Normunds Zemvaldis          | Independent                  | 19 de setembre de 1994 – 16 de gener de 1995    |
| Ministre d'Estat de Salut                                                | Andris Bērziņš (interí)     | Via Letona                   | 17 de gener de 2005 – 3 de febrer de 1995       |
| Ministre d'Estat de Salut                                                | Pēteris Apinis              | Via Letona                   | 3 de febrer de 1995 – 21 de desembre de 1995    |
| Ministre d'Estat de Drets Humans                                         | Jānis Ārvaldis Tupesis      | Unió d'Agricultors Letons    | 19 de setembre de 1994 – 31 de juliol de 1995   |
| Ministre d'Estat de Medi Ambient                                         | Indulis Emsis               | Partit Verd de Letònia       | 19 de setembre de 1994 – 21 de desembre de 1995 |
| Ministre d'Estat de Govern Local                                         | Jānis Bunkšs                | Via Letona                   | 20 de juliol de 1995 – 21 de desembre de 1995   |
| Ministre d'Estat de Cooperació                                           | Vilnis Edvīns Bresis        | Unió Política d'Economistes  | 19 de setembre de 1994 – 21 de desembre de 1995 |
| Ministre d'Estat de Boscos                                               | Kazimirs Šļakota            | Independent                  | 19 de setembre de 1994 – 1 de gener de 1995     |
| Ministre d'Estat de Boscos                                               | Ārijs Ūdris (interí)        | Via Letona                   | 1 de gener de 1995 – 19 de gener de 1995        |
| Ministre d'Estat de Boscos                                               | Arvīds Ozols                | Partit Verd de Letònia       | 20 de gener de 1995 – 21 de desembre de 1995    |
| Ministre d'Estat d'Afers Socials                                         | Vladimirs Makarovs          | Per la Pàtria i la Llibertat | 11 de novembre de 1994 – 11 de desembre de 1995 |
| Ministre d'Estat d'Afers Socials                                         | Andris Bērziņš (interí)     | Via Letona                   | 11 de desembre de 1995 – 21 de desembre de 1995 |
| Ministre d'Estat pel Resorgiment                                         | Aija Poča                   | Via Letona                   | 1 de juny de 1995 – 21 de desembre de 1995      |